# Elias Hicks
Elias Hicks (Hempstead, 19 marzo 1748 – Jericho, 27 febbraio 1830) è stato un carpentiere, agricoltore e sacerdote statunitense quacchero itinerante di Long Island, New York. Nel suo ministero promosse dottrine ritenute non ortodosse da molti, che portarono a controversie durature e causarono il secondo grande scisma all'interno della Società Religiosa degli Amici (il primo causato da George Keith nel 1691). Elias Hicks era il cugino maggiore del pittore Edward Hicks.

## Biografia

### Primi anni di vita
Elias Hicks nacque a Hempstead, New York, nel 1748, figlio di John Hicks (1711-1789) e Martha Hicks (nata Smith; 1709-1759), agricoltori. Di mestiere faceva il carpentiere e a vent'anni divenne quacchero come il padre.
Il 2 gennaio 1771 Hicks sposò una compagna quacchera, Jemima Seaman, alla Westbury Meeting House ed ebbe undici figli, di cui solo cinque raggiunsero l'età adulta. Hicks divenne infine un agricoltore, stabilendosi nella fattoria dei genitori della moglie a Jericho, New York, in quella che oggi è nota come Elias Hicks House. Lui e sua moglie, come altri quaccheri di Jericho, fornivano gratuitamente vitto e alloggio a tutti i viaggiatori che percorrevano la Jericho Turnpike, piuttosto che far loro cercare una sistemazione nelle taverne per la notte.
Nel 1778 Hicks contribuì alla costruzione della casa di riunione degli Amici a Jericho, che rimane un luogo di culto quacchero. Hicks predicò attivamente nelle riunioni quacchere e nel 1778 fu riconosciuto come pastore registrato. Hicks era considerato un oratore dotato di una voce forte e di un talento drammatico. Attirava grandi folle quando si diceva che partecipasse alle riunioni, a volte migliaia di persone. Nel novembre del 1829, il giovane Walt Whitman ascoltò Hicks predicare al Morrison's Hotel di Brooklyn e in seguito disse: “Elias Hicks rende sempre il servizio di indicare la fonte di tutta la nuda teologia, di tutta la religione, di tutto il culto, di tutta la verità a cui si può accedere, cioè in se stessi e nelle proprie relazioni intrinseche. Altri parlano di Bibbie, santi, chiese, esortazioni, espiazioni vicarie, canoni al di fuori di voi e al di fuori dell'uomo, Elias Hicks indica la religione all'interno della natura stessa dell'uomo. Egli lavora incessantemente per accendere, nutrire, educare, portare avanti e rafforzare questa religione”.

## Attivismo contro la schiavitù
Elias Hicks fu uno dei primi quaccheri abolizionisti. Nel 1778, a Long Island, si unì ai compagni quaccheri che avevano iniziato a liberare i loro schiavi già nel marzo del 1776 (James Titus e Phebe Willets Mott Dodge). I quaccheri della riunione di Westbury furono tra i primi a farlo a New York e, seguendo gradualmente il loro esempio, tutti gli schiavi quaccheri di Westbury furono liberati entro il 1799.
Nel 1794, Hicks fu uno dei fondatori della Charity Society of Jerico and Westbury Meetings, istituita per dare aiuto agli afroamericani poveri del luogo e fornire ai loro figli un'istruzione.
Nel 1811 Hicks scrisse Observations on the Slavery of Africans and Their Descendants (Osservazioni sulla schiavitù degli africani e dei loro discendenti), in cui collegò la questione morale dell'emancipazione alla Testimonianza di Pace quacchera, affermando che la schiavitù era il prodotto della guerra. Individuò le ragioni economiche della perpetuazione della schiavitù:
Q. 10. Da quale classe di persone è sostenuta e incoraggiata la schiavitù degli africani e dei loro discendenti? R. Principalmente dagli acquirenti e dai consumatori dei prodotti del lavoro degli schiavi, poiché il profitto derivante dai prodotti del loro lavoro è l'unico stimolo o incentivo alla riduzione in schiavitù.
e sostenne il boicottaggio dei beni prodotti dagli schiavi da parte dei consumatori per eliminare le ragioni economiche della loro esistenza:
Q. 11. Che effetto avrebbe sui possessori di schiavi e sui loro schiavi il fatto che il popolo degli Stati Uniti d'America e gli abitanti della Gran Bretagna si rifiutino di acquistare o di fare uso di beni che sono il prodotto della schiavitù? R. Avrebbe senza dubbio un effetto importante sui possessori di schiavi, in quanto limiterebbe la loro avarizia e impedirebbe loro di accumulare ricchezze e di vivere in uno stato di lusso ed eccesso grazie al guadagno ottenuto con l'oppressione...
Observations on the Slavery of Africans and Their Descendents diede al movimento per la produzione libera il suo obiettivo centrale. Questo movimento promuoveva l'embargo di tutti i beni prodotti dal lavoro degli schiavi, principalmente stoffe di cotone e zucchero di canna, a favore dei prodotti provenienti dal lavoro retribuito di persone libere. Sebbene il movimento dei prodotti liberi non fosse inteso come una risposta religiosa alla schiavitù, la maggior parte dei negozi di prodotti liberi erano di origine quacchera, come il primo negozio di questo tipo, quello di Benjamin Lundy a Baltimora nel 1826.
Hicks sostenne il progetto di Lundy di aiutare l'emigrazione degli schiavi liberati ad Haiti e, nel 1824, ospitò nella sua casa di Jericho una riunione su come facilitare questo processo. Alla fine degli anni '20 del XIX secolo, si schierò a favore della raccolta fondi per l'acquisto di schiavi e il loro insediamento come persone libere negli Stati Uniti sud-occidentali.
Hicks influenzò l'abolizione della schiavitù nel suo stato natale, dall'abolizione parziale del 1799 Gradual Abolition Act (Legge sull'abolizione graduale del 1799) allo 1817 Gradual Manumission in New York State Act (Legge sulla manomissione graduale del 1817 nello Stato di New York), che portò all'emancipazione definitiva di tutti gli schiavi rimasti nello stato il 4 luglio 1827.

## Opinioni dottrinali
Il ministero di Hicks avrebbe fatto parte del primo scisma all'interno del quaccherismo, la scissione Hicksite-Ortodossi del 1827-1828.
Il punto centrale della scissione tra Hicksite e Ortodossi era il ruolo della Bibbia e di Gesù Cristo. Sia gli hicksiti che i quaccheri ortodossi consideravano le loro posizioni come una continuazione dei punti di vista originali dei quaccheri. Anche se storici come Glen Crothers sostengono che lo scisma derivò dal Secondo grande risveglio negli Stati Uniti che portò i quaccheri ortodossi ad adottare punti di vista più biblici influenzati dagli evangelici americani.
Elias Hicks sosteneva che la luce interiore in ogni individuo è l'obiettivo primario della fede di un individuo rispetto al credo o alla dottrina, che segue George Fox e i primi concetti quaccheri di luce interiore come “la presenza di Cristo nel cuore”, la presenza di Dio in ogni persona e lo Spirito Santo che parla attraverso ogni persona. L'uso intercambiabile di Gesù, Dio e Spirito Santo è dovuto al rifiuto della Trinità da parte sua e dei primi quaccheri.
Di conseguenza, la Bibbia era per Hicks una fonte secondaria di fede e di comprensione di Dio, in quanto scritta interamente e divinamente ispirata dallo Spirito Santo. Egli scrisse
Hicks suscitò grandi polemiche per aver scritto nelle lettere ai suoi amici che le Scritture creavano più danni che benefici, perché diverse fazioni di cristiani tenevano la Bibbia in una considerazione troppo alta e senza usare la luce interiore come fonte primaria di comprensione con cui interpretare la Bibbia.
In una lettera personale scrisse:
A proposito di Gesù Cristo, Hicks scrisse che i miracoli compiuti da Gesù avevano lo scopo di dimostrare l'esistenza di Dio. Sosteneva che Gesù era il salvatore del popolo ebraico, sostituendo la legge promulgata da Mosè. Sosteneva inoltre che Gesù forniva la via di salvezza per tutti gli uomini, esemplificata dalla sua vita, che era perfettamente e interamente guidata e unita allo Spirito Santo attraverso la sua luce interiore. Per Hicks, la divinità di Gesù, unita a Dio e allo Spirito Santo, si verificò in due momenti della vita di Gesù: la sua divina concezione e il suo battesimo da parte di Giovanni Battista.
Per quanto riguarda la redenzione, Hicks respingeva innanzitutto il concetto di peccato originale. Per questo motivo, non sosteneva che il sacrificio del corpo di Gesù o del suo sangue fornisse la salvezza, né che la fede in lui lo facesse. Piuttosto, che la salvezza arriva attraverso il vivere come Gesù ha dimostrato, cioè in accordo e in unità con lo Spirito Santo/Luce interiore. Di conseguenza, Hicks confuta implicitamente dottrine di salvezza come la sostituzione penale o la predestinazione.
Nel 1829 Thomas Leggett, Jr. di New York, propose “sei domande” alle quali Elias Hicks rispose. L'ultima era la seguente:
Hicks Answered. "In reply to the first part of this query, I answer, I believe, in unison with our ancient Friends, that it was the garment in which he performed all his mighty works, or as Paul expressed it, 'Know ye not that your body is the temple of the Holy Ghost, which is in you,' therefore he charged them not to defile those temples. What is attributed to that body, I acknowledge and give to that body, in its place, according as the Scripture attributeth it, which is through and because of that which dwelt and acted in it.
"But that which sanctified and kept the body pure (and made all acceptable in him) was the life, holiness, and righteousness of the Spirit. 'And the same thing that kept his vessel pure, it is the same thing that cleanseth us."
"In reply to the second part of this query, I would remark that I 'see no need of directing men to the type for the antitype, neither to the outward temple, nor yet to Jerusalem, neither to Jesus Christ or his blood [outwardly], knowing that neither the righteousness of faith, nor the word of it doth so direct."
"The new and second covenant is dedicated with the blood, the life of Christ Jesus, which is the alone atonement unto God, by which all his people are washed, sanctified, cleansed, and redeemed to God."»
Hicks rispose. “In risposta alla prima parte di questa domanda, rispondo che credo, all'unisono con i nostri antichi amici, che fosse l'abito con cui egli compì tutte le sue opere potenti, o come si espresse Paolo: “Non sapete che il vostro corpo è il tempio dello Spirito Santo, che è in voi”, e perciò li incaricò di non contaminare quei templi. Ciò che è attribuito a quel corpo, io lo riconosco e lo attribuisco a quel corpo, al suo posto, secondo l'attribuzione della Scrittura, cioè attraverso e a causa di colui che abitava e agiva in esso.
“Ma ciò che santificava e manteneva puro il corpo (e rendeva tutto accettabile in lui) era la vita, la santità e la giustizia dello Spirito. E la stessa cosa che ha mantenuto puro il suo contenitore, è la stessa cosa che ci purifica”.
“In risposta alla seconda parte di questa domanda, vorrei far notare che ‘non vedo la necessità di indirizzare gli uomini al modello per l'antitipo, né al tempio esteriore, né ancora a Gerusalemme, né a Gesù Cristo o al suo sangue [esteriore], sapendo che né la giustizia della fede, né la parola di essa indirizzano in tal modo’”.
“La nuova e seconda alleanza è dedicata al sangue, alla vita di Cristo Gesù, che è l'unica espiazione per Dio, mediante la quale tutto il suo popolo è lavato, santificato, purificato e redento a Dio”.»
Hicks rifiutava l'esistenza di un Diavolo esterno. Non parlò mai dell'Inferno eterno, ma espresse l'importanza dell'unione dell'anima “ora” in preparazione ai “regni dell'eternità” e di come la condanna dell'anima sia eletta attraverso la nostra azione libera, non dalla preordinazione di Dio.
Hicks rifiutava la nozione di un Diavolo esteriore come fonte del male, ma sottolineava piuttosto che si trattava delle “passioni” o “propensioni” umane. Hicks sottolineava che le pulsioni di base, comprese tutte le passioni sessuali, non erano né impiantate da un male esterno, ma erano tutti aspetti della natura umana creata da Dio. Nel suo sermone Let Brotherly Love Continue (Lasciate che l'amore fraterno continui), tenutosi alla Riunione degli Amici di Byberry nel 1824, Hicks sostenne che:
Hicks insegnava che tutte le azioni sbagliate e le sofferenze si verificano nel mondo come conseguenza di “un eccesso nell'indulgenza delle propensioni. Indipendentemente dall'influenza regolatrice della luce di Dio”.

## Scissione tra Hicksite e Ortodossi
Questa prima scissione nel quaccherismo non fu interamente dovuta al ministero di Hicks e alle divisioni interne. Fu, in parte, anche una risposta all'interno del Quaccherismo alle influenze del Secondo grande risveglio, il rinnovamento dell'evangelismo protestante iniziato negli anni '90 del XVII secolo come reazione allo scetticismo religioso, al deismo e al cristianesimo liberale del Cristianesimo razionale.
Tuttavia, le tensioni dottrinali tra gli Amici a causa degli insegnamenti di Hicks erano emerse già nel 1808 e, man mano che l'influenza di Hicks cresceva, importanti Amici evangelici pubblici inglesi in visita, tra cui William Forster e Anna Braithwaite, furono spinti a recarsi nello Stato di New York nel periodo tra il 1821 e il 1827 per denunciare le sue opinioni.
La loro presenza esasperò fortemente le differenze tra i quaccheri americani, differenze che erano state sottolineate dalla scissione del 1819 tra gli Unitariani e i Congregazionalisti americani. L'influenza di Anna Braithwaite fu particolarmente forte. Questa visitò gli Stati Uniti tra il 1823 e il 1827 e nel 1824 pubblicò le sue Letters and observations relating to the controversy respecting the doctrines of Elias Hicks (Lettere e osservazioni relative alla controversia sulle dottrine di Elias Hicks), in cui dipingeva Hicks come un eccentrico radicale. Hicks si sentì obbligato a rispondere e nello stesso anno pubblicò una lettera al suo alleato nella Riunione di Filadelfia, il dottor Edwin Atlee, in The Misrepresentations of Anna Braithwaite (Le false dichiarazioni di Anna Braithwaite). A questa lettera la Braithwaite rispose a sua volta in A Letter from Anna Braithwaite to Elias Hicks, On the Nature of his Doctrines (Una lettera di Anna Braithwaite a Elias Hicks, Sulla natura delle sue dottrine), nel 1825. Nessuna delle due parti fu persuasa da questo scambio.
Nel 1819, Hicks aveva dedicato molte energie a influenzare le case di riunione di Filadelfia e a questo seguirono anni di intenso fermento organizzativo. Alla fine, sia a causa di influenze esterne che di costanti lotte interne, le cose giunsero a un punto morto nel 1826.
Dopo la Riunione annuale di Filadelfia del 1826, durante la quale il sermone di Hicks aveva sottolineato l'importanza della Luce interiore prima delle Scritture, i quaccheri anziani decisero di visitare ogni casa di riunione della città per esaminare la solidità dottrinale di tutti i ministri e gli anziani. Ciò provocò un forte risentimento che culminò nella successiva Riunione annuale di Filadelfia del 1827. Hicks non era presente quando le divergenze tra le case di riunione sfociarono in acrimonia e divisione, precipitate dall'incapacità della Riunione di raggiungere il consenso sulla nomina di un nuovo impiegato che doveva registrare il suo giudizio.

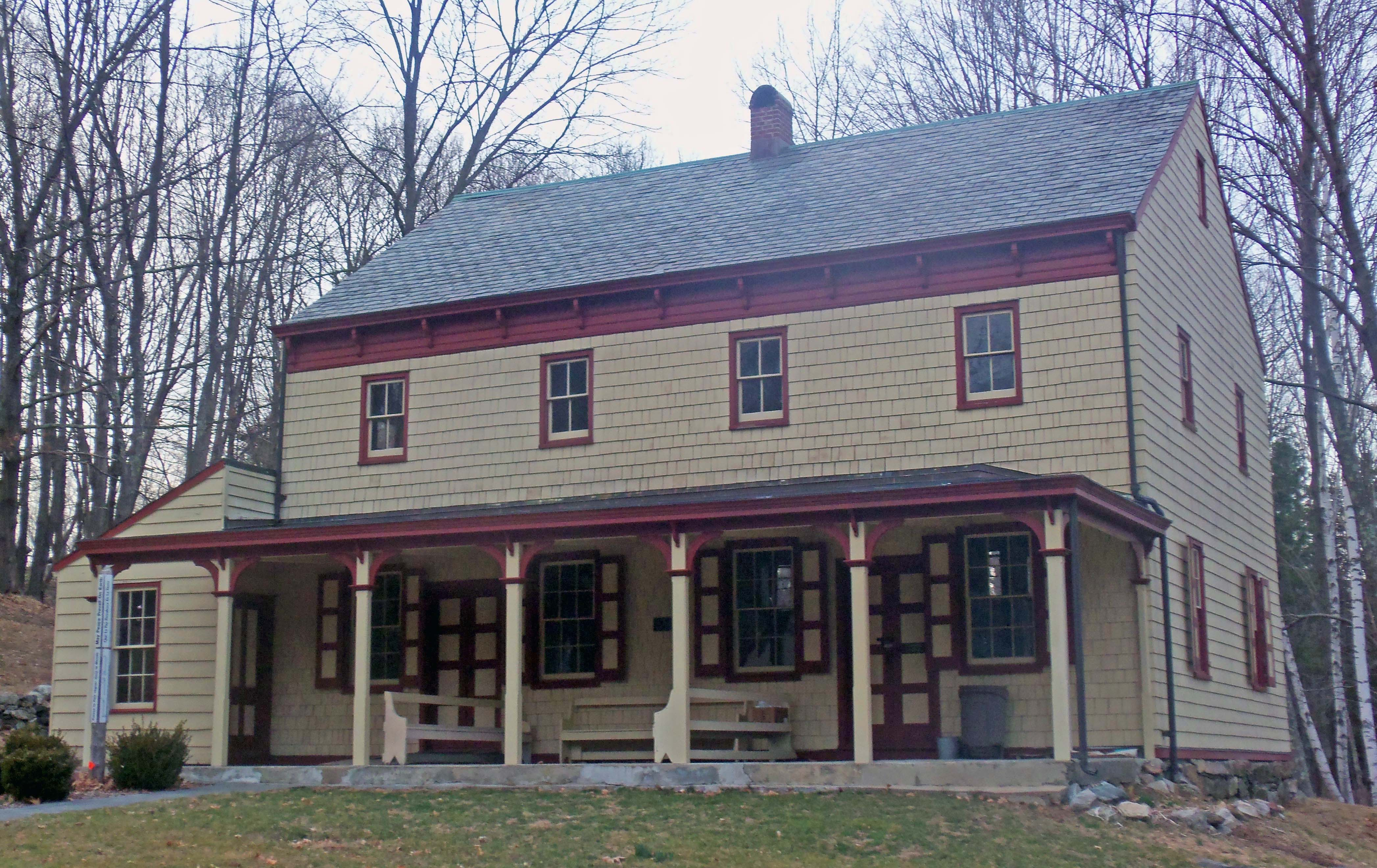
La Casa d'Incontro degli Amici di Amawalk a Yorktown Heights, New York, una delle poche costruite da una riunione Hicksite.

Sebbene la separazione iniziale fosse destinata a essere temporanea, nel 1828 esistevano in città due gruppi quaccheri indipendenti, che sostenevano entrambi di essere la Riunione annuale di Filadelfia. Negli anni successivi, altre riunioni annuali si separarono in modo simile, tra cui quelle di New York, Baltimora, Ohio e Indiana. Coloro che seguivano Hicks vennero definiti come “Hicksiti” e i suoi critici come “Amici ortodossi”; ogni fazione si considerava la vera espressione dell'eredità del fondatore degli Amici, George Fox.
La divisione si basava anche su fattori socioeconomici marcati: gli Amici Hicksiti erano per lo più poveri e rurali, mentre gli Amici Ortodossi erano per lo più urbani e di classe media. Molti degli Amici delle campagne si attenevano alle tradizioni quacchere del “linguaggio semplice” e dell'“abito semplice”, entrambe abbandonate da tempo dai quaccheri delle città.
Entrambe le fazioni, ortodossa e hicksita, furono attive nella formazione di istituzioni educative. Per esempio, i quaccheri ortodossi fondarono l'Haverford College e gli hicksiti lo Swarthmore College.
Sia gli Amici Ortodossi che quelli Hicksiti sperimentarono ulteriori scismi. Il seguito principale degli Amici ortodossi seguiva le pratiche del quacchero inglese Joseph John Gurney, che aveva una posizione evangelica. Col passare del tempo, la maggior parte delle riunioni approvò forme di culto molto simili a quelle di una chiesa protestante tradizionale. Gli amici in linea con Gurney divennero noti come Gurneyiti. Gli Amici ortodossi che non erano d'accordo con le pratiche dei Gurneyiti, guidati da John Wilbur del Rhode Island, si diramarono per formare il ramo Wilburita delle riunioni annuali conservatrici, primitive e indipendenti. Gli amici “hicksiti” che non erano d'accordo con l'attenuazione della disciplina all'interno delle riunioni annuali “hicksite” fondarono i gruppi “congregazionalisti” o “progressisti”.
Nel 1828, la scissione del quaccherismo americano si estese anche alla Comunità Quacchera del Canada, immigrata da New York, dagli Stati del New England e dalla Pennsylvania negli anni '90 del XIX secolo. Ciò portò a un sistema parallelo di riunioni annuali nell'Alto Canada, come negli Stati Uniti.
La divisione finale tra gli “hicksiti” e gli Amici evangelici ortodossi negli Stati Uniti fu profonda e duratura. La piena riconciliazione tra loro richiese decenni, dalle prime riunioni mensili riunificate negli anni '20 fino alla soluzione definitiva con la riunificazione della Riunione annuale di Baltimora nel 1968.

## Gli ultimi anni di vita
Il 24 giugno 1829, all'età di 81 anni, Elias Hicks intraprese il suo ultimo ministero itinerante nello Stato occidentale e centrale di New York, arrivando a casa a Jericho l'11 novembre 1829. Qui, nel gennaio 1830, fu colpito da un ictus che lo lasciò parzialmente paralizzato e il 14 febbraio 1830 fu colpito da un secondo ictus invalidante. Morì circa due settimane dopo, il 27 febbraio 1830, e in punto di morte si preoccupò che nessuna coperta di cotone, prodotto della schiavitù, lo coprisse sul letto di morte. Elias Hicks fu sepolto nel Jericho Friends' Burial Ground, così come la moglie Jemima, che lo precedette il 17 marzo 1829. Samuel E. Clements, redattore del giornale Patriot, suscitò una polemica quando, insieme a due amici, tentò di dissotterrare il cadavere di Elias Hicks per creare un calco in gesso della sua testa.